# Rhynchospora ciliolata
Rhynchospora ciliolata är en halvgräsart som beskrevs av Johann Otto Boeckeler. Rhynchospora ciliolata ingår i släktet småag, och familjen halvgräs. Inga underarter finns listade i Catalogue of Life.